# Timorsjön

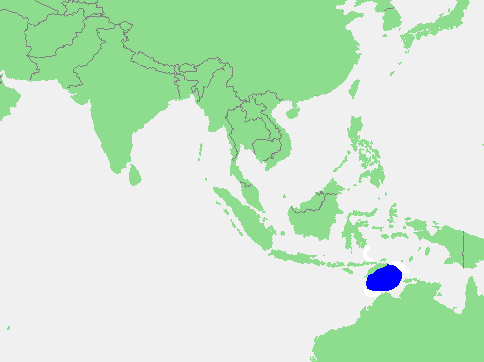
Timorsjön

Timorsjön är namnet på det havsområde i det Australasiatiska medelhavet som ligger mellan ön Timor och Australiens nordkust.

## Geografi
Timorsjön ligger mellan Indiska Oceanen och Arafurasjön som gränsar till Stilla havet i öster och har tre viktiga inlopp till den norra australiensiska kusten, Joseph Bonaparte Gulf med  Beagle Gulf och Van Diemen Gulf. Staden Darwin är den största staden i Nordterritoriet. 
Timorsjön är cirka 610 000 km² stor och den djupaste delen av sjön ligger i de nordvästra delen och är på 3300 meter. Större delen av sjön är mindre än 200 meter djup.

### Meteorologi
På grund av Timorsjöns ringa djup uppstår ofta tropiska stormar uppstår och hotar sjöfart och oljeproduktion till havs.

## Konflikt med Australien

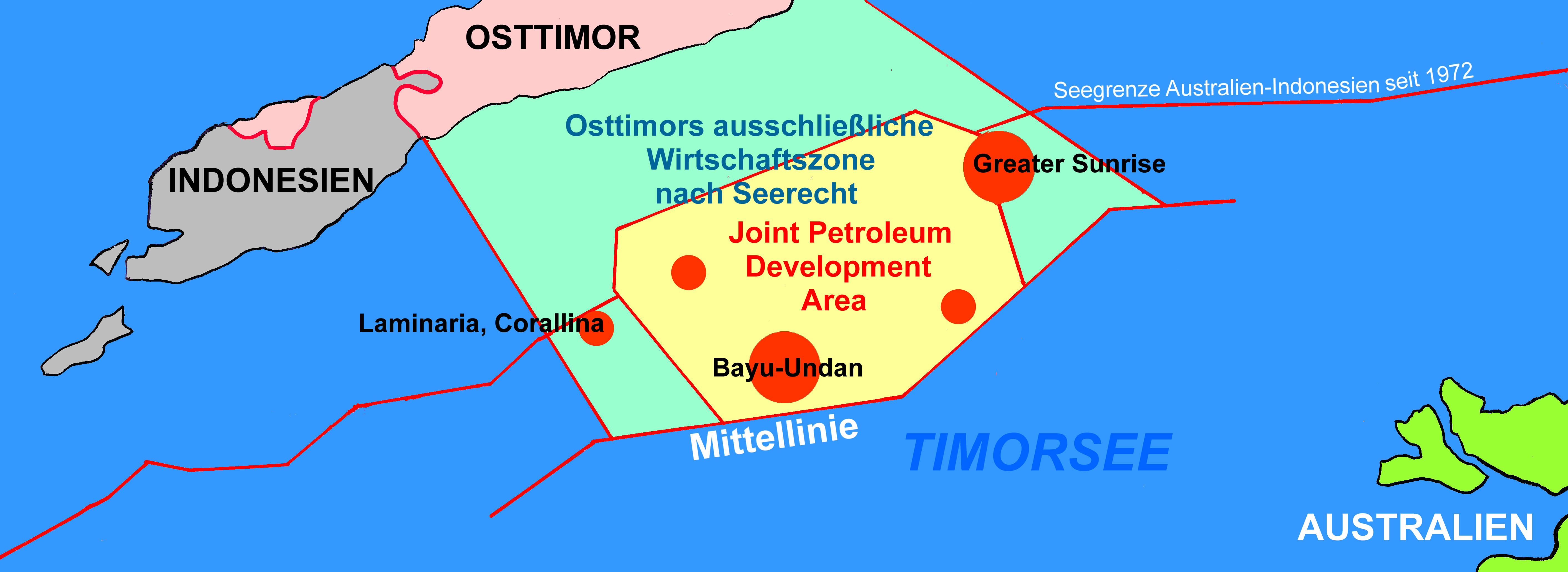
Omstridd gräns i Timorsjön

Östtimor har stora tillgångar av olja och naturgas. Australien har gjort anspråk på en stor del av oljetillgångarna i havet och hävdat att den maritima gränsen skall gå mitt emellan Timor och Australien. 2018 kom länderna överens om Östtimors ekonomiska zon till havs.